# Нова социјалдемократска партија
Нова социјалдемократска партија (мкд. Нова социјалдемократска партија, скраћено НСДП) је парламентарна политичка партија социјалдемократске оријентације у Северној Македонији, њен председник је Тито Петковски, настала је 2005. издвајањем из СДСМ-а.
Наступала је самостално на изборима 2006. кад је освојила 6% гласова, а после тога на свим наредним изборима је наступала у коалицији на челу са СДСМ-ом.